# East Berlin (Pensilvania)
East Berlin es un borough ubicado en el condado de Adams en el estado estadounidense de Pensilvania. En el año 2000 tenía una población de 1365 habitantes y una densidad poblacional de 757.6 personas por km².

## Geografía
East Berlin se encuentra ubicado en las coordenadas 39°56′16″N 76°58′51″O / 39.93778, -76.98083.

## Demografía
Según la Oficina del Censo en 2000 los ingresos medios por hogar en la localidad eran de $38 819 y los ingresos medios por familia eran $43 646. Los hombres tenían unos ingresos medios de $34 659 frente a los $21 971 para las mujeres. La renta per cápita para la localidad era de $19 818. Alrededor del 6.7% de la población estaba por debajo del umbral de pobreza.